# Stephen Rowbotham
Stephen Christopher Rowbotham (Swindon, 11 de noviembre de 1981) es un deportista británico que compitió en remo.
Participó en dos Juegos Olímpicos de Verano, obteniendo una medalla de bronce en Pekín 2008, en la prueba de doble scull, y el quinto lugar en Londres 2012, en cuatro scull.
Ganó una medalla de bronce en el Campeonato Mundial de Remo de 2006, en el doble scull.

## Palmarés internacional
| Juegos Olímpicos   | Juegos Olímpicos   | Juegos Olímpicos  | Juegos Olímpicos |
| Año                | Lugar              | Medalla           | Prueba           |
| ------------------ | ------------------ | ----------------- | ---------------- |
| 2008               | Pekín (China)      | Medalla de bronce | Doble scull      |
| Campeonato Mundial |                    |                   |                  |
| Año                | Lugar              | Medalla           | Prueba           |
| 2006               | Eton (Reino Unido) | Medalla de bronce | Doble scull      |